# Тазабеков, Мамбетсалы
Мамбетсалы́ Тазабе́ков (кирг. Мамбетсалы Тазабеков; 1896 год, с. Уч-Эмчек — 1955 год, с. Уч-Эмчек, Таласский район, Таласская область) — старший табунщик колхоза имени Энгельса Будённовского района Таласской области, Киргизская ССР. Герой Социалистического Труда (1949).

## Биография
Родился в 1896 году в крестьянской семье в селе Уч-Эмчек (ныне — Таласский район Таласская область Кыргызстан).
С 1938 года трудился табунщиком в колхозе имени Энгельса Будённовского района. Позднее возглавлял бригаду коневодов в том же колхозе.
Бригада Мамбетсалы Тазабекова вырастила 50 жеребят от 50 кобыл. Указом Президиума Верховного Совета СССР от 29 июля 1949 года удостоен звания Героя Социалистического Труда с вручением ордена Ленина и золотой медали «Серп и Молот».
После выхода на пенсию проживал в родном селе, где скончался в 1955 году.